# Złotów
Złotów (in tedesco: Flatow) è una città polacca del distretto di Złotów nel voivodato della Grande Polonia.
Ricopre una superficie di 11,58 km² e nel 2019 contava 18 498 abitanti.

## Storia
La presenza umana nel territorio risale alla Preistoria, tanto che sono state ritrovate asce in pietra e in corno risalenti al Neolitico. Nell'alto medioevo, l'area del comune era popolata da popoli slavi soggetti ai sovrani della Grande Polonia e alla Pomerania di Danzica. Durante la formazione dello stato Polacco, nel quale venne definitivamente incorporato ai tempi del duca Bolesław Wrymouth, faceva parte della Pomerania di Danzica; nello stesso periodo giunse in città il cristianesimo, che presto divenne la religione dominante tanto che in città sono presenti quattro edifici religiosi cattolici.

Nel 1772, a seguito della Spartizione, l'area passò sotto il Regno di Prussia e rimase sotto il dominio Tedesco pure oltre la Prima Guerra Mondiale. Tornò a far parte della Polonia con la fine della Seconda Guerra Mondiale.

## Geografia
Il territorio comunale è pianeggiante. Accanto al centro abitato, è presente il " Jezioro Miejskie ", tradotto in Italiano " Lago cittadino "; all'interno dell'area comunale è inoltre presente un'area boschiva denominata Parco Zwierzyniek.

## Società
La maggioranza della popolazione è di etnia Polacca e professa il Cattolicesimo.